# Ново Ланиште
Ново Ланиште је насељено место града Јагодине у Поморавском округу. Према попису из 2022. било је 507 становника (према попису из 2011. било је 618 становника), удаљено је 7 km од Јагодине.
Кроз Ново Ланиште пролази железничка пруга Београд - Ниш, док Ауто-пут Београд - Ниш, пролази поред села.
Између Новог и Старог Ланишта протиче река Белица која се недалеко од села улива у Велику Мораву.
Овде се налазе Запис храст код цркве (Ланиште), Запис храст код старог гробља (Ланиште), Запис храст код старе цркве (Ланиште).

## Историја
У Ланишту, на ободу села у потесу „Градац“, пронађени су докази о постојању људских насеља из времена Трибала, на прелазу из гвозденог у бронзано доба.
Данашње становништво Ланишта се углавном населило у времену Првог српског устанка, мада је село постојало и много раније, јер се помиње у више турских пописа насељених места из XVI века, као и аустријском попису из 1718. године.. Поред Цркве Великомученице Марине, пронађени су остаци темеља из XIII века, из времена династије Немањића, као и новац из тог периода.
Прво становништво Ланишта се населило у самој близини Велике Мораве у потесу „Криве баре“, али се због честих поплава померало даље од реке, док се један део становништва насељава на левој обали реке Белице испод брда. Тако да су се временом у Ланишту формирале три физички одвојена дела села, на десној обали реке Белице, Доња мала и на левој обали Горња мала и Обрешка мала (названа по досељеницима из села Обреж код Варварина). Своју прву цркву, посвећену Успењу Пресвете Богородице, Ланиште добија 1939. године. Према новинском напису, сељаци су 1935. копали на месту званом Црквине, пошто их је на то упутио сан једног старца, и након што су пронашли неке остатке почели зидање цркве, која је крајем године била покривена трском.
Из села је био генерал Вукоман Арачић (* 1850 - † 1915), по њему се железничка станица Ланиште, у периоду од 1919. до 1945. називала Арачићево.
Након Другог светског рата, општина Светозарево доноси одлуку да се Ланиште подели на два села и то Ново Ланиште (настаје од Горње Мале и Обрешке мале) и Старо Ланиште (настаје од Доње мале).
На попису из 1948. године село Ланиште пописано је по први пут одвојено, као Ново Ланиште и Старо Ланиште. Ова одлука СО Светозарево је озваничена у службеном гласнику НР Србије, 1955. године.

## Географија
Само село се налази већим делом испод брда које се пружа као огранак Липара тј. Црног Врха, а мањим делом у беличкој долини. Ново Ланиште лежи на 44° 01' 50' ' СГШ и на 21° 14' 18' ' источне географске дужине, на просечној надморској висини од 107 метара, највише до 160 m. Са Јагодином је повезано регионалним путем као и железничком пругом.
Кроз Ново Ланиште пролази електрифицирана железничка пруга дуплог колосека којом се средња и централна Европа повезују са јужном Европом и Азијом, а у непосредној близини је и међународни ауто-пут Е-75.
Село је тимочког типа и спада у села средње збијености. У оквиру села постоје делови са својим називима као што су: „Црна бара“, „Поток“, „Симина Ђула“, а атар села се завршава Лукином косом где се и налази црква Свете великомученице Марине.
Атар села се граничи са истока Старим Лаништем, с југа Буковчем и Рибником, са запада Липаром а на северу Великом Моравом (са друге стране реке су села Рајкинац и Дубока), на северу са Багрданским атаром.

## Остало
Од јавних објеката у селу постоји продавница мешовите робе, железничка станица Ланиште, два аутобуска стајалишта, три цркве, фудбалски клуб, Дом културе, Пензионерски клуб.
У Новом Ланишту је рођен велики српски генерал и војсковођа Вукоман Арачић (1850—1915).

## Значајни датуми
| 1884. г | Изградња железничке пруге Београд-Ниш и њен пролазак кроз Ланиште |
| 1955. г | Електрификација села                                              |
| 1990. г | Телефонска централа                                               |
| 2010. г | Водоводна и гасоводна мрежа                                       |

## Демографија
Становници Новог Ланишта су српске националности и православне су вере.
Село Ланиште, је одлуком СО Светозарево, на попису 1948. године, подељено на Ново Ланиште и Старо Ланиште, а 1955. године године село је и званично административно подељено. Према попису из 1930. године у Ланишту је живело 1.704 становника.
У насељу Ново Ланиште има 608 становника, а просечна старост становништва износи 44,3 година (43,0 код мушкараца и 45,5 код жена). У насељу има 250 домаћинстава, а просечан број чланова по домаћинству је 2,78.
Ово насеље је великим делом насељено Србима (према попису из 2011. године), а од пописа 1961. године, примећен је пад у броју становника, како због миграција тако и због ниске стопе наталитета.
|  |

| Демографија | Демографија | Демографија |
| Година      | Становника  | Становника  |
| ----------- | ----------- | ----------- |
| 1948.       | 991         |             |
| 1953.       | 1.048       |             |
| 1961.       | 1.055       |             |
| 1971.       | 940         |             |
| 1981.       | 826         |             |
| 1991.       | 752         | 748         |
| 2002.       | 694         | 727         |
| 2011.       | 608         |             |
| 2022.       | 507         |             |

| Етнички састав према попису из 2002.‍ | Етнички састав према попису из 2002.‍ | Етнички састав према попису из 2002.‍ | Етнички састав према попису из 2002.‍ | Етнички састав према попису из 2002.‍ |
| ------------------------------------ | ------------------------------------ | ------------------------------------ | ------------------------------------ | ------------------------------------ |
|                                      |                                      |                                      |                                      |                                      |
| Срби                                 | Срби                                 |                                      | 689                                  | 99,27%                               |
| Македонци                            | Македонци                            |                                      | 2                                    | 0,28%                                |
| непознато                            | непознато                            |                                      | 3                                    | 0,43%                                |

| Ланиште у пописима Јагодинске нахије — од 1818. до 1829.                          |       |       |       |       |       |       |          |       |       |       |       |       |
| Година пописа                                                                     | 1818. | 1819. | 1820. | 1821. | 1822. | 1823. | 1824/25. | 1825. | 1826. | 1827. | 1828. | 1829. |
| Куће                                                                              | 80    | 82    | 86    | 83    | 81    | 86    | 85       | 87    | 91    | 90    | 92    | 91    |
| Пореске главе*                                                                    | -     | 111   | 90    | 83    | 90    | 92    | 97       | 94    | 92    | 93    | 91    | 86    |
| Арачке главе**                                                                    | 130   | 178   | 182   | 182   | 187   | 201   | 209      | 227   | 231   | 238   | 245   | 241   |
| *Пореске главе = Ожењени мушкарци \| ** Арачке главе = Мушкарци од 7 до 70 година |       |       |       |       |       |       |          |       |       |       |       |       |

Резултати пописа у другој половини 19. века
|                     | 1831. | 1839. | 1859. | 1866. | 1892. |
| ------------------- | ----- | ----- | ----- | ----- | ----- |
| Број кућа           | 98    | 97    | 135   | 136   | 180   |
| Број пореских глава | -     | -     | 179   | 182   | 225   |

Да би израчунали колики је број становника, потребно је број пореских глава помножити са коефицијентом 4,75 (који важи за Јагодину и околину).
| Година пописа     | 1948. | 1953. | 1961. | 1971. | 1981. | 1991. | 2002. |
| ----------------- | ----- | ----- | ----- | ----- | ----- | ----- | ----- |
| Број домаћинстава | 198   | 215   | 240   | 245   | 235   | 226   | 250   |

| Број чланова      | 1  | 2  | 3  | 4  | 5  | 6  | 7 | 8 | 9 | 10 и више | Просек |
| ----------------- | -- | -- | -- | -- | -- | -- | - | - | - | --------- | ------ |
| Број домаћинстава | 51 | 86 | 32 | 49 | 16 | 13 | 3 | 0 | 0 | 0         | 2,78   |

| Пол    | Укупно | Неожењен/Неудата | Ожењен/Удата | Удовац/Удовица | Разведен/Разведена | Непознато |
| ------ | ------ | ---------------- | ------------ | -------------- | ------------------ | --------- |
| Мушки  | 297    | 87               | 184          | 14             | 12                 | 0         |
| Женски | 303    | 36               | 186          | 70             | 11                 | 0         |
| УКУПНО | 600    | 123              | 370          | 84             | 23                 | 0         |

| Пол    | Укупно                    | Пољопривреда, лов и шумарство | Рибарство                            | Вађење руде и камена | Прерађивачка индустрија       |
| ------ | ------------------------- | ----------------------------- | ------------------------------------ | -------------------- | ----------------------------- |
| Мушки  | 147                       | 17                            | 0                                    | 0                    | 71                            |
| Женски | 59                        | 10                            | 0                                    | 0                    | 24                            |
| УКУПНО | 206                       | 27                            | 0                                    | 0                    | 95                            |
| Пол    | Производња и снабдевање   | Грађевинарство                | Трговина                             | Хотели и ресторани   | Саобраћај, складиштење и везе |
| Мушки  | 1                         | 8                             | 12                                   | 1                    | 11                            |
| Женски | 0                         | 1                             | 8                                    | 4                    | 1                             |
| УКУПНО | 1                         | 9                             | 20                                   | 5                    | 12                            |
| Пол    | Финансијско посредовање   | Некретнине                    | Државна управа и одбрана             | Образовање           | Здравствени и социјални рад   |
| Мушки  | 0                         | 1                             | 4                                    | 2                    | 9                             |
| Женски | 0                         | 2                             | 0                                    | 4                    | 3                             |
| УКУПНО | 0                         | 3                             | 4                                    | 6                    | 12                            |
| Пол    | Остале услужне активности | Приватна домаћинства          | Екстериторијалне организације и тела | Непознато            | Непознато                     |
| Мушки  | 4                         | 0                             | 0                                    | 6                    | 6                             |
| Женски | 0                         | 0                             | 0                                    | 2                    | 2                             |
| УКУПНО | 4                         | 0                             | 0                                    | 8                    | 8                             |

## Галерија
- Вила генерала Вукомана Арачића и његове породице у Новом Ланишту, саграђена око 1910. г. Снимак из 2012. године
- Стара Црква Свете великомученице Марине саграђен 1936. г
- Црква Свете великомученице Марине саграђен 1991. г
- Црква успења Пресвете Богородице, саграђена 1938. г
- Основна школа у селу, саграђена 1929. године.
- Дом културе Ново Ланиште, изграђен 1949. године, реновиран 2010. године.